# Djiguinka
Djiguinka - Джигинка (rus) és un poble del krai de Krasnodar, a Rússia. Es troba a la vora del riu Djiga, a la plana que hi ha entre la costa de la mar Negra i els vessants del Caucas occidental. És a 23 km al nord d'Anapa i a 129 km a l'oest de Krasnodar.
Pertany a aquest poble una part del possiólok d'Utaix.